# Піонтек Павло Йосипович
Піонтек Павло Йосипович (?, Севастополь, Російська імперія — ?) — старшина Дієвої Армії УНР.

## Біографія
Народився у місті Севастополь. 
Станом на 1 січня 1910 року — підпоручик 33-ї гарматної бригади (місто Київ). Останнє звання у російській армії — підполковник.
З 12 березня 1918 року — старшина Головної артилерійської управи Військового міністерства УНР, згодом — Української Держави. З 13 травня 1919 року — начальник відділу артилерійського постачання Головної артилерійської управи УНР. 
Доля після жовтня 1919 року невідома.